# RS-26 Roebezj
De RS-26 Roebezj (Russisch: РС-26 Рубеж), ook bekend onder de NAVO-codenaam SS-X-31, is een Russische ballistische raket die ontwikkeld is door het Moskouse Instituut voor Thermische Technologie. De raket wordt gezien als een tussenvorm tussen intercontinentale ballistische raketten (ICBM's) en middellangeafstandsraketten (IRBM's). De RS-26 is afgeleid van de RS-24 Yars, maar heeft een korter bereik en minder trappen.

## Ontwikkeling en Testgeschiedenis
De ontwikkeling van de RS-26 begon in 2008. De eerste testlancering vond plaats op 27 september 2011 vanaf de Plesetsk-kosmodroom, maar mislukte toen de raket kort na de lancering neerstortte. Een tweede test op 23 mei 2012 was succesvol; de raket legde 5800 km af en bereikte het Kura-testgebied op het schiereiland Kamtsjatka. Verdere tests in oktober 2012 en juni 2013 werden uitgevoerd over afstanden van ongeveer 2000 km. Deze kortere afstanden leidden tot internationale zorgen over mogelijke schendingen van het Intermediate-Range Nuclear Forces (INF)-verdrag, dat raketten met een bereik tussen 500 en 5500 km verbood.

## Technische Specificaties
| Kenmerk      | Specificatie                                    |
| ------------ | ----------------------------------------------- |
| Lengte       | Ongeveer 12 meter                               |
| Diameter     | Ongeveer 1,8 meter                              |
| Startgewicht | Ongeveer 36.000 kg                              |
| Bereik       | 2.000 - 5800 km                                 |
| Snelheid     | Eindsnelheid boven Mach 20                      |
| Lading       | Eén kernkop of MIRV's (totale massa ca. 800 kg) |
| Aandrijving  | Vaste brandstof                                 |
| Platform     | Wegmobiele Transporter-Erector-Launcher (TEL)   |

## Strategische Betekenis
De RS-26 is ontworpen om strategische doelen in Europa en Azië te bedreigen. De mobiliteit van de raket en de relatief korte lanceertijd maken het moeilijk voor vijandelijke detectie- en onderscheppingssystemen om effectief te reageren. Dit vergroot de effectiviteit van de RS-26 tegen raketafweersystemen, zoals die van de NAVO.
Critici hebben de raket gezien als een mogelijke schending van het INF-verdrag, dat in 2019 door de Verenigde Staten en Rusland werd opgezegd. De RS-26 wordt ook vergeleken met de RSD-10 Pioneer (SS-20 Saber), een middellangeafstandsraket die verboden werd onder datzelfde verdrag.

## Recente Ontwikkelingen
In november 2024 meldde de Oekraïense luchtmacht dat Rusland een RS-26-raket had gelanceerd richting de stad Dnipro, wat de eerste operationele inzet van dit wapensysteem zou markeren. Russische functionarissen hebben echter verklaard dat deze aanval werd uitgevoerd met een nieuw type middellangeafstandsraket genaamd "Oreshnik," die mogelijk verwant is aan de RS-26.